# Bäverråttor
Bäverråttor (Capromyidae) är en familj i underordningen piggsvinsartade gnagare som förekommer på de karibiska öarna. På grund av deras begränsade utbredningsområde är många arter hotade i beståndet. Av de 25 arterna som fanns för 5000 år sedan lever idag bara 13 arter. Dessa är fördelade på fem släkten. Bäverråttor ska inte förväxlas med sumpbävrar som utgör en annan familj.

## Utbredning
Bäverråttor lever på Kuba, Jamaica och Bahamas. Idag har flera arter ett mycket begränsat utbredningsområde. Fram till människans ankomst i Karibien var dessa djur tillsammans med snabelslidmöss och fladdermöss de enda däggdjuren på dessa öar.

## Kännetecken
I utseende liknar bäverråttor stora råttor med tjockt huvud, men de är inte närmare släkt med dessa. Deras kropp är kraftig och det breda huvudet med sina små ögon och öron sitter på en kort hals. De korta extremiteterna har fem tår som är utrustade med böjda klor. Den jämförelsevis tjocka pälsen har en färg som varierar mellan grå och brunaktig. Svansens längd är beroende på art och varierar påfallande. Bäverråttor når en kroppslängd mellan 20 och 50 centimeter samt en vikt av upp till nio kilogram.

## Levnadssätt
Bäverråttor lever i skogar och bergiga regioner. Det fïnns arter som vistas på marken och andra arter som lever i träd. Födan består huvudsakligen av växtämnen men det finns även arter som äter insekter eller till och med mindre ryggradsdjur. Hos dessa djur förekommer särskilt lång dräktighet. Ungarna är mycket välutvecklade vid födelsen.

## Hot
Arterna i familjen är hotade på grund av förstöring av deras levnadsområde samt till följd av jakt och införande av främmande däggdjur, som till exempel råttor. Av de 13 arter som har överlevt fram till idag listas 5 arter av IUCN som starkt hotade (critically endangered). Bara en art, Capromys pilorides, förekommer relativt flertaligt.

## Systematik
Familjen bäverråttor delas i fem släkten.
- Mesocapromys, består av fyra arter som alla är starkt hotade. Deras utbredningsområde är huvudsakligen begränsat till mindre öar i Kubas närhet.
- Mysateles, består av fem arter som lever på Kuba och ön Isla de la Juventud.
- Arten Capromys pilorides, utgör ett eget släkte och lever på Kuba. Den har en jämförelsevis stor population.
- Kortsvansade bäverråttor (Geocapromys), bildas av två arter. En art förekommer på Jamaica och den andra på Bahamas.
- Av släktet Plagiodontia existerar idag bara en enda art, dominikansk bäverråtta, som lever på ön Hispaniola.

Utdöda arter och släkten:
- Hexolobodon phenax, levde på Hispaniola och liknade arten Capromys pilorides. De sista exemplaren levde för 1000 till 3000 år sedan.
- Rhizoplagiodontia lemkei, var nära släkt med Plagiodontia och förekom på Hispaniola. Arten dog ut kort efter européernas ankomst.
- Av släktet Isolobodon fanns två arter som levde på Hispaniola, Puerto Rico och Jungfruöarna. Enligt upphittade fossil infördes dessa djur av indianerna på öar där de inte var ursprungliga. De sista individerna dog ut i början av 1900-talet. Idag förekommer ofta obekräftade berättelser angående iakttagelser.